# Elstertalbrücke
Die Elstertalbrücke, auch Elstertalviadukt, ist eine Eisenbahnbrücke im sächsischen Vogtlandkreis. Sie führt die Bahnstrecke Leipzig–Hof bei Jocketa über die Weiße Elster und die neben dem Fluss laufende Bahnstrecke Gera Süd–Weischlitz. Das 68 m hohe Bauwerk gilt nach der Göltzschtalbrücke als zweitgrößte Ziegelsteinbrücke der Welt sowie als eine der „schönsten Brückenbauten Sachsens“.

## Geschichte
Die Brücke wurde im Zuge des Baus der Bahnstrecke Leipzig–Hof der Sächsisch-Bayerischen Eisenbahn-Compagnie errichtet. Der Grundstein wurde am 7. November 1846 gelegt. Da sich der Baugrund am linken Flussufer im bebauten Grubenfeld der seit 1834 verliehenen Eisensteinzeche Fischer Fundgrube an der Röttisleithe befand, war es erforderlich, einen Sicherheitspfeiler zum Schutz des Brückenbaus anzuordnen. Der Bergbauunternehmer und Besitzer der Eisenhütte Tannenbergsthal, Hermann Lattermann, legte dagegen Beschwerde ein. Erst nach langwierigen Verhandlungen kam es zu einer Einigung über die Abtretung des Grubenfeldteils durch die Brüder Robert und Hermann Lattermann auf Morgenröthe an die Eisenbahndirektion. Dies veranlasste das Oberbergamt, den Bergämtern Grubenfeldverleihungen im Bereich von Eisenbahnen generell zu untersagen.
An der Brücke wurden zwischen 1846 und 1851 von bis zu 800 Arbeitern 12 Millionen Ziegelsteine vermauert. Im Gegensatz zur nur zehn Meter höheren Göltzschtalbrücke wurden hier lediglich zwei Etagen und Mittelbögen angelegt. Die untere Etage hat fünf Pfeiler, von denen vier zu Doppelpfeilern verbunden sind. Für die Gründungen der Pfeiler und für die Deckplatten wurde Granit verwendet. Während des Baus stürzte im Oktober 1848 ein Holzgerüst ein, dabei starben fünf Zimmerleute.

„Der Eindruck und das Fesselnde liegt bei ihr nicht in der Massenhaftigkeit, sondern in der Schlankheit und wohlgefälligen Leichtigkeit, mit welcher die Brücke in ein paar ungeheuren Sätzen die Kluft überspringt.“

1853 wurden in der Firste des Tiefen Fischer Erbstolln im Sicherheitspfeiler unter den Brückenpfeilern unbekannte alte Grubenbaue aufgefunden, die zu Untersuchungen der Standfestigkeit der Brückenpfeiler veranlassten und eine Ausmauerung des Tiefen Fischer Erbstolln empfahlen, die dem sächsischen Staatsfiskus jedoch zu kostspielig erschien. 1854 wurde die marode Stollnzimmerung erneuert. Vier Jahre später war sie erneut verfault, so dass erneut eine Wiederherstellung durchgeführt wurde. Nach der Einstellung des Betriebs bei Fischer Fundgrube erwarb der Staatsfiskus 1867 von der Königin-Marien-Hütte den Tiefen Fischer Erbstolln unter dem Sicherheitspfeiler zwecks Verstürzung mit Bergen und verpflichtete sich im Falle einer Wiederaufnahme der Grube zur Anlegung eines Umbruchs. Diese Möglichkeit löste erneute Sicherheitsbedenken aus, dabei wurde befürchtet, dass die Erschütterungen beim Vortrieb eines Umbruchs Brüche in den alten Bauen unter den Pfeilern auslösen könnten. 1868 wurde diese Verpflichtung dahingehend geändert, dass ein neuer Stolln aus dem Lohbachtal vorgetrieben werden sollte. Die Grube wurde jedoch nie wieder aufgenommen.
Nach einem Erdbeben in Nordwestböhmen im Jahre 1908 gab es Meldungen, wonach die Brücke einsturzgefährdet sei. Eine Untersuchung ergab jedoch, dass sie „vollständig intakt“ war.
In den Jahren 1924/1925 erfolgten umfangreiche Instandsetzungsarbeiten an der Brücke. Dabei wurden unter anderem zur Vergrößerung des Gleisachsabstands auf vier Meter eine auskragende Fahrbahnwanne aus Stahlbeton eingebaut und die massiven Brüstungen darauf nach außen verschoben.
Am Ende des Zweiten Weltkriegs wurde die Brücke am 16. April 1945 von der deutschen Wehrmacht gesprengt. Der mittlere Brückenpfeiler und die angrenzenden Brückenbögen wurden zerstört. Daraufhin konnten die Züge aus südwestlicher Richtung vorerst nur bis Röttis und aus nordöstlicher Richtung nur bis Jocketa verkehren. Außergewöhnlich war die Behelfsbrücke. Auf dem Rest des gesprengten mittleren Pfeilers wurde eine Stahlfachwerk-Stütze aufgesetzt, die einen Fachwerk-Brückenträger trug. Am 4. Februar 1946 war die Brücke wieder befahrbar. Der endgültige Wiederaufbau der Gewölbebögen und Pfeilerkerne in Stahlbetonbauweise war am 29. Januar 1949 abgeschlossen. Der Behelfsbrückenträger wurde angehoben, darunter das neue Gleis auf der wiedererrichteten Brücke verlegt und schließlich die Behelfsbrückenteile auf Rollwagen abgesenkt, so dass sie über den Schienenweg abgefahren werden konnten. Die Brücke kann am Fuß der zweiten Bogenetage über einen Wanderweg begangen werden. Hier sind zwei Tafeln mit der Bauwerksgeschichte angebracht. Sie wurden noch zu Zeiten der DDR im Auftrag der Reichsbahndirektion Dresden angefertigt und zeigen die Brücke im Ursprungszustand und im Zustand nach der Zerstörung mit der Behelfsbrücke.
Von 1958 bis 1962 wurden erneut Instandsetzungsmaßnahmen durchgeführt. Im Jahr 2012 wurde im Zuge der Elektrifizierung der Strecke von Reichenbach (Vogtl) ob Bf bis Hof Hbf auch die Elstertalbrücke mit einer Fahrleitung versehen. Die Fahrleitungsmasten auf der Brücke wurden auf den Pfeilerkanzeln aufgestellt. Von Januar 2022 begann die Komplettsanierung des Elstertalviadukts einschließlich Neubau der Fahrbahnwanne mit voraussichtlichem Abschluss im Dezember 2025. Die Überleitstelle soll nach Abschluss der Baumaßnahmen dauerhaft verbleiben. Am 29. Mai 2022 ging das neue Stellwerk Jocketa in Betrieb, das die beiden Überleitstellen zukünftig steuern soll.

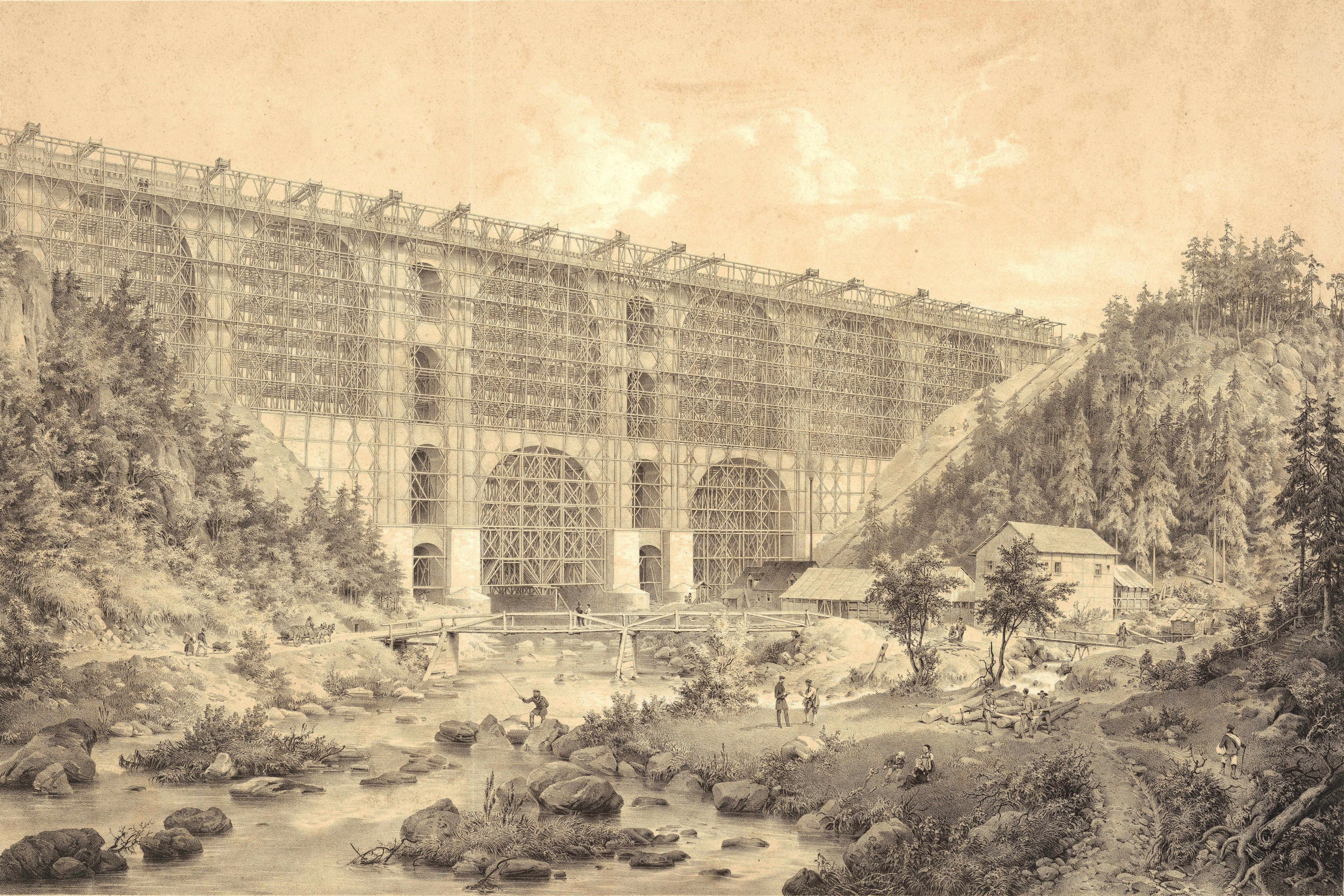
Kupferstich vom Bau der Talbrücke, um 1850
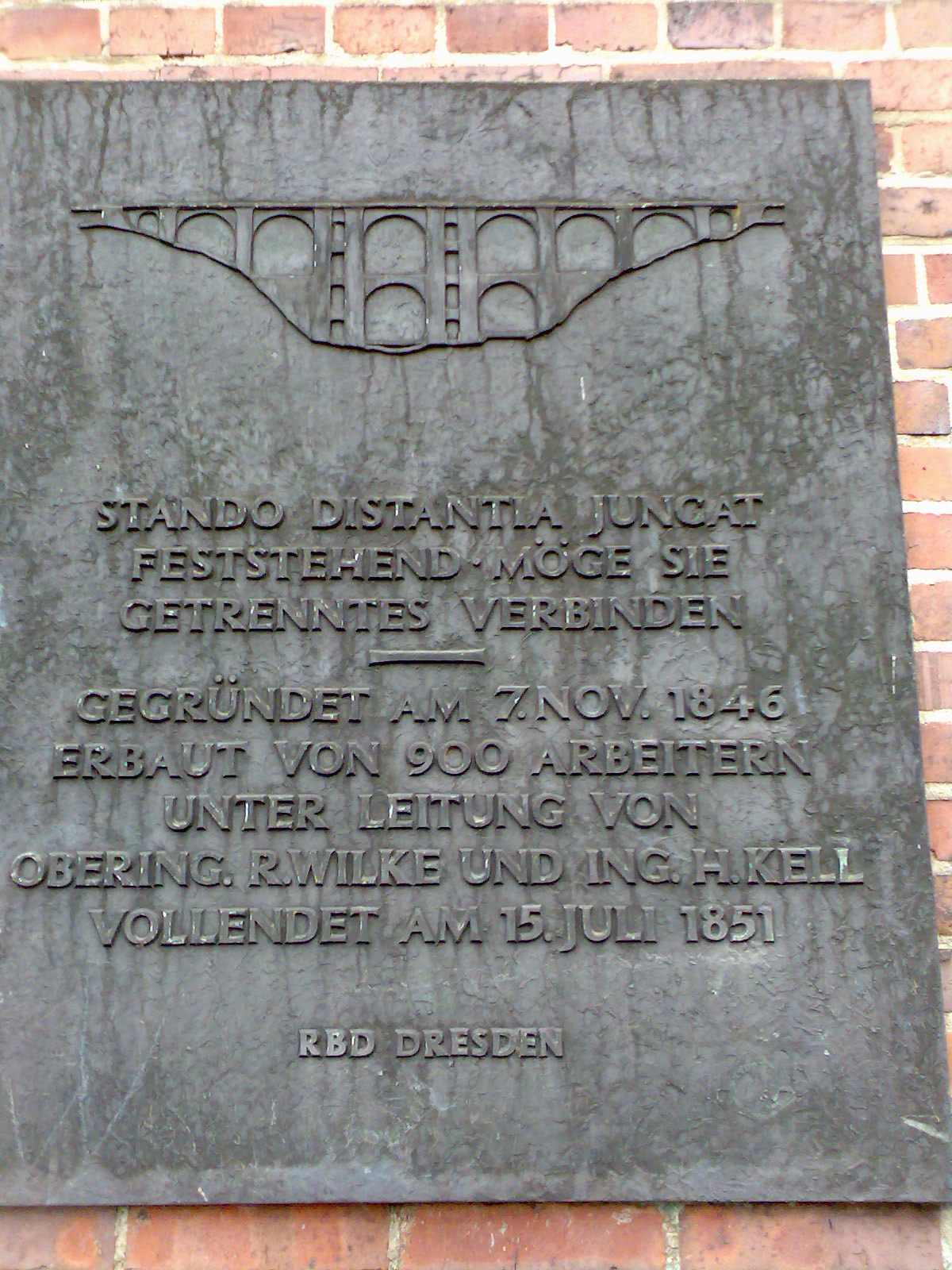
Gedenktafel zur Errichtung
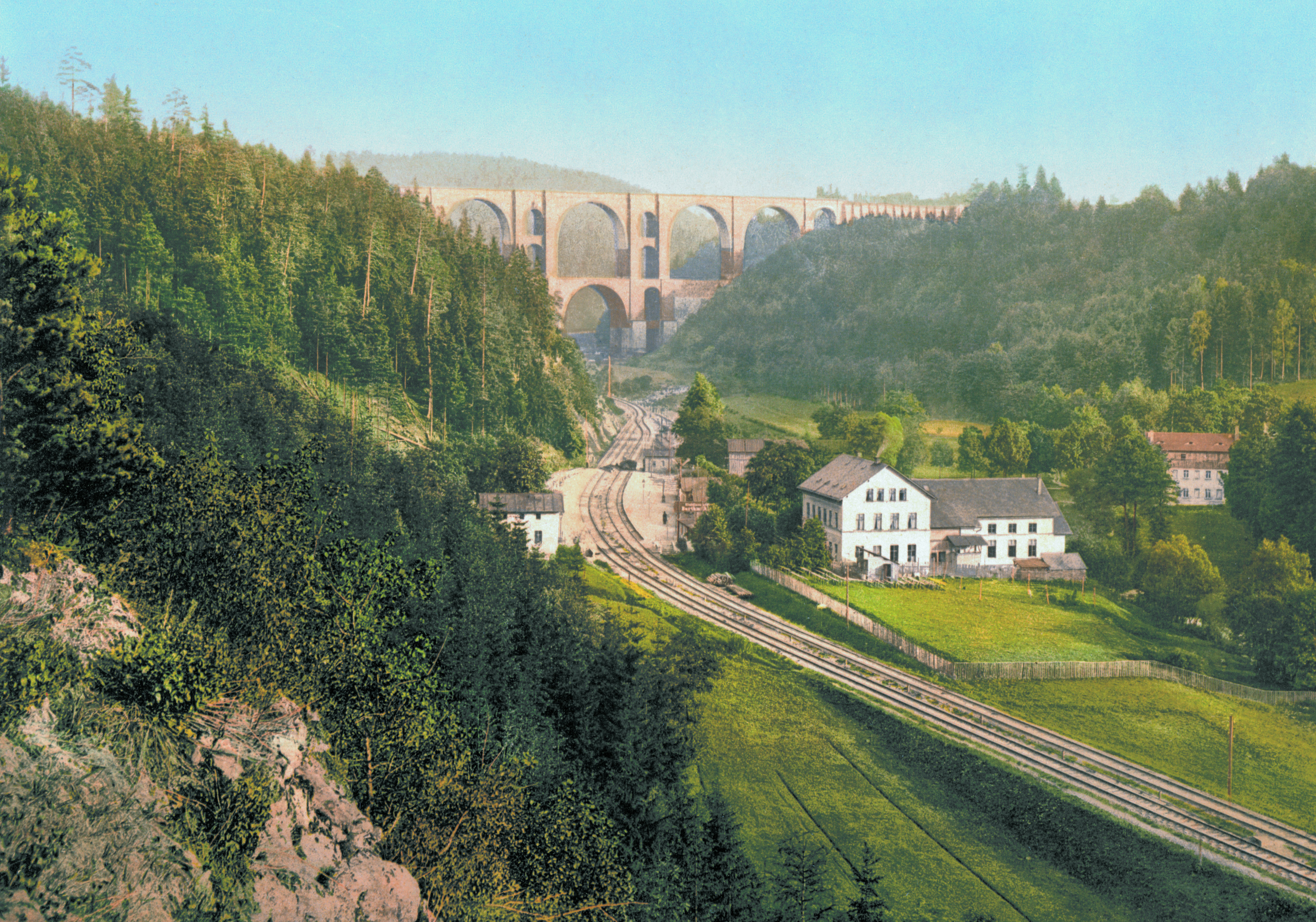
Landschaft an der Elstertalbrücke, um 1900
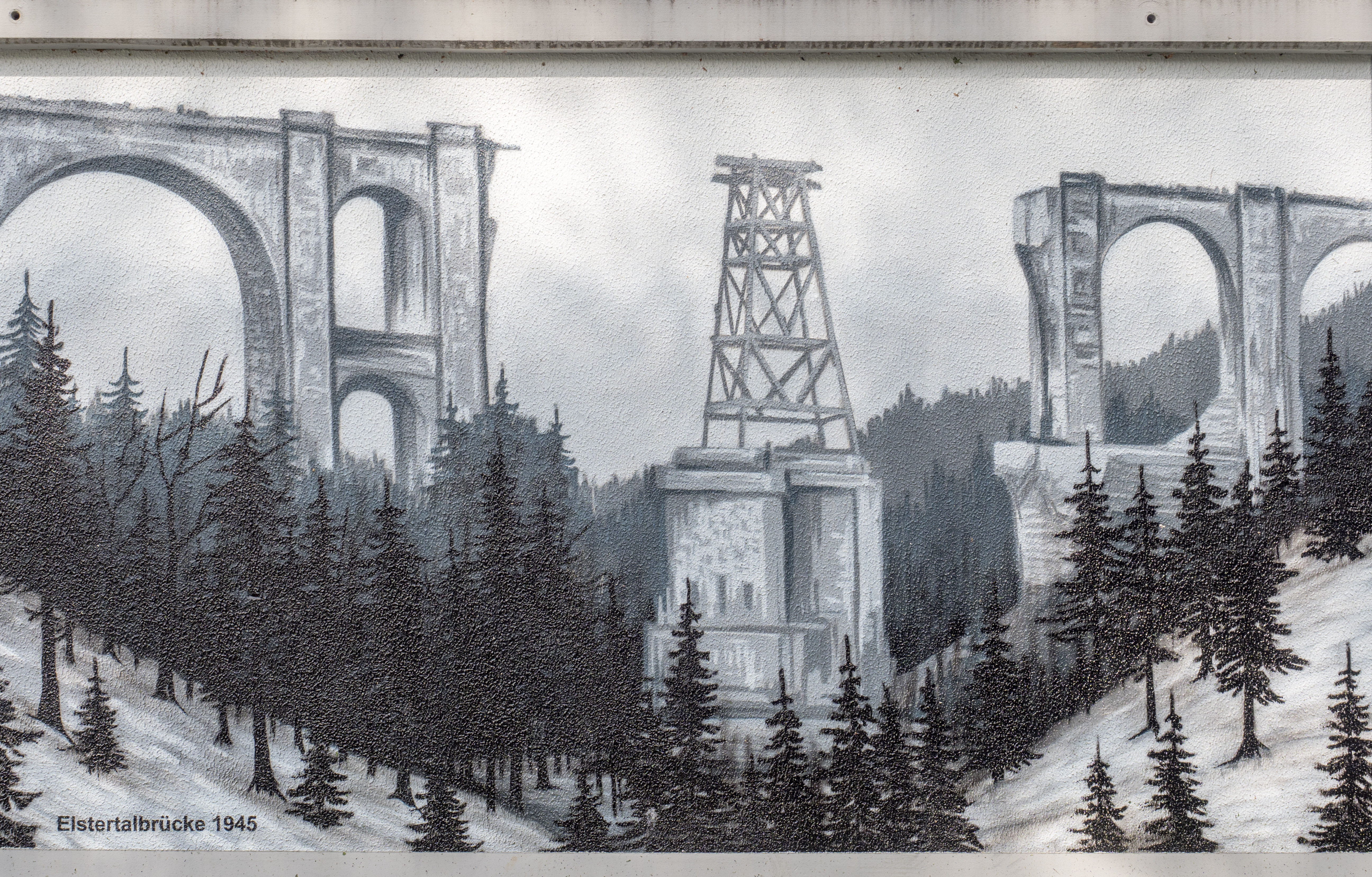
Darstellung der Elstertalbrücke im Jahr 1945
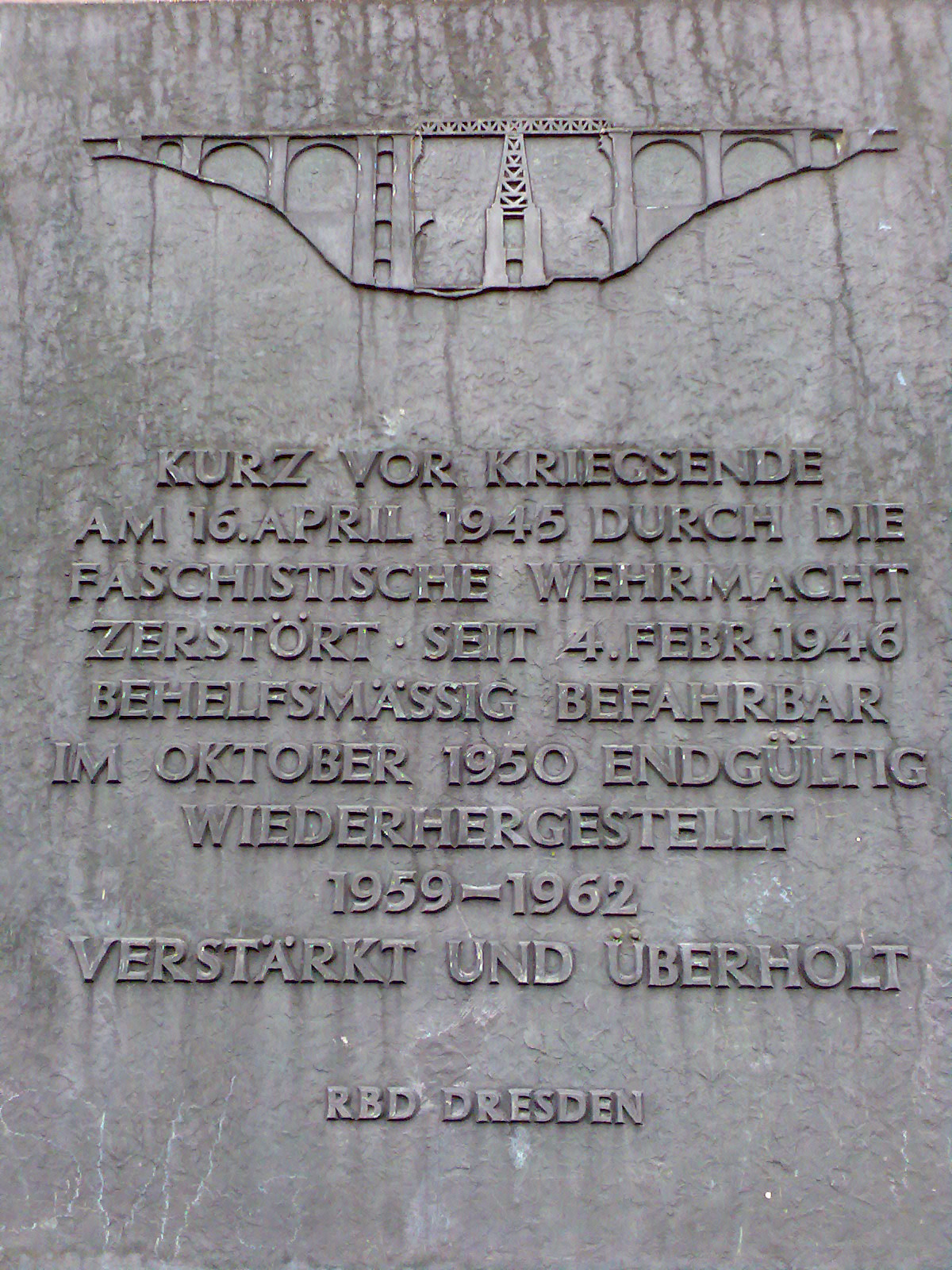
Gedenktafel zur Wiederherstellung
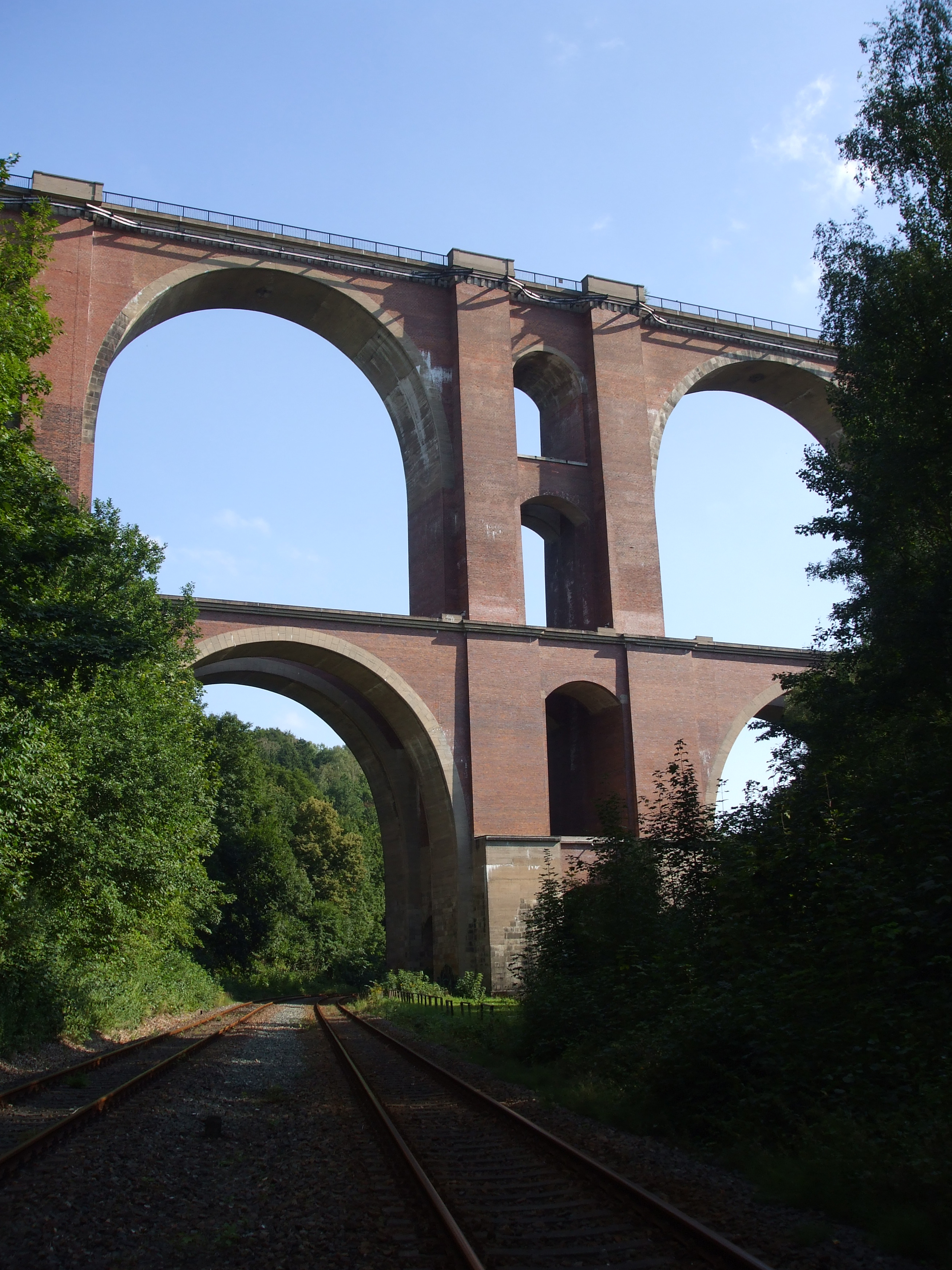
Detailaufnahme der Brücke, 2008
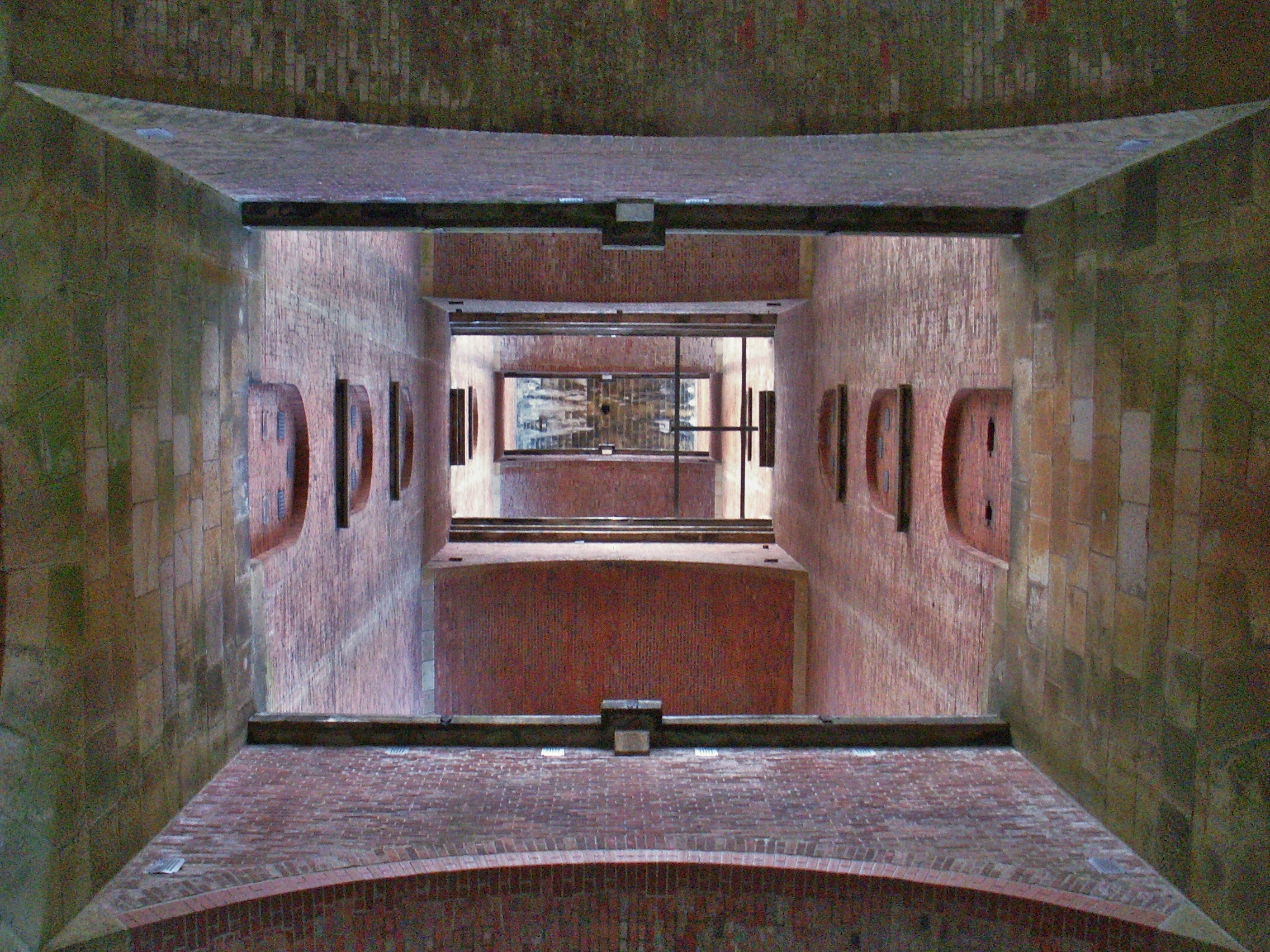
Elstertalbrücke von unten, 2013
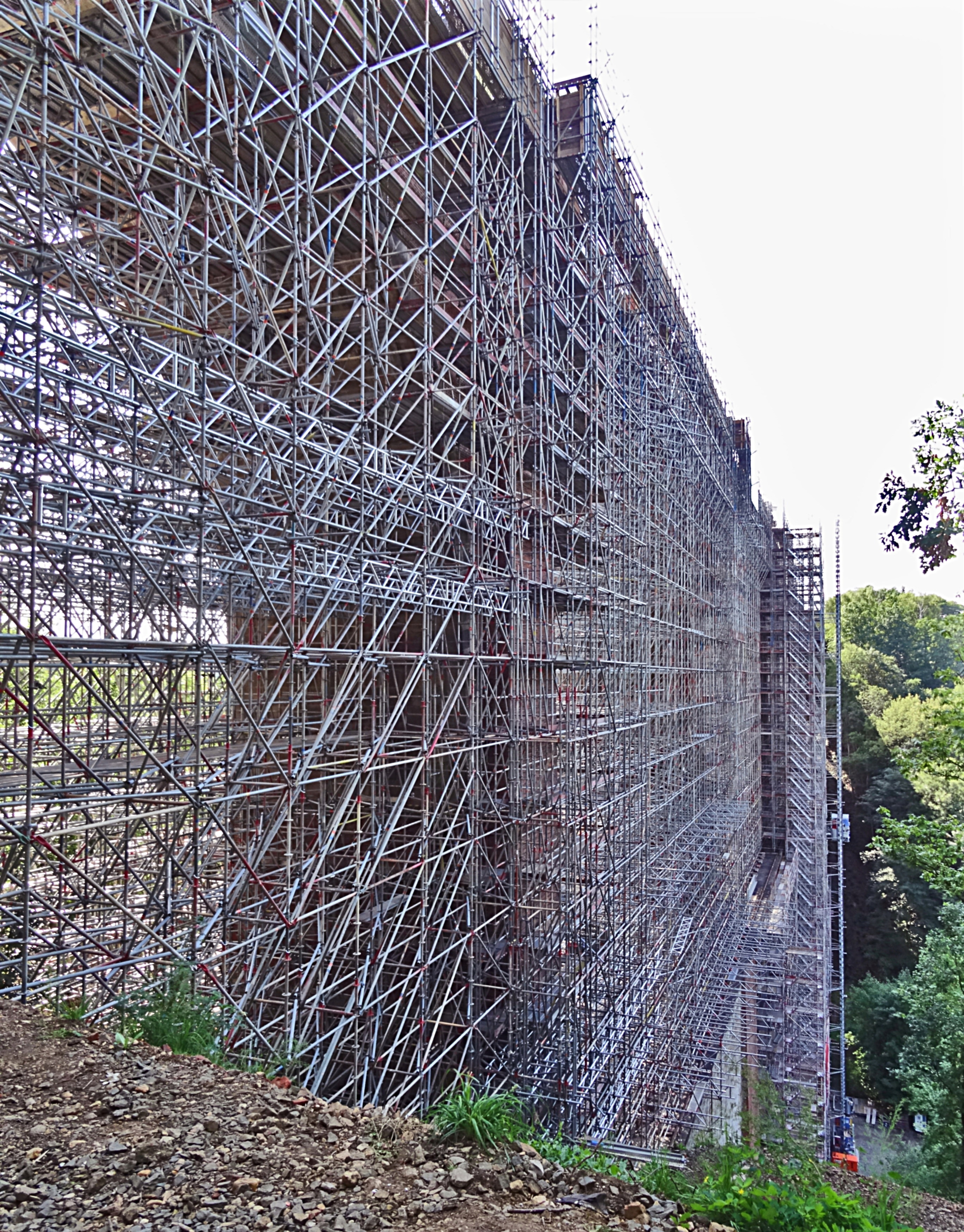
Renovierung, 2022
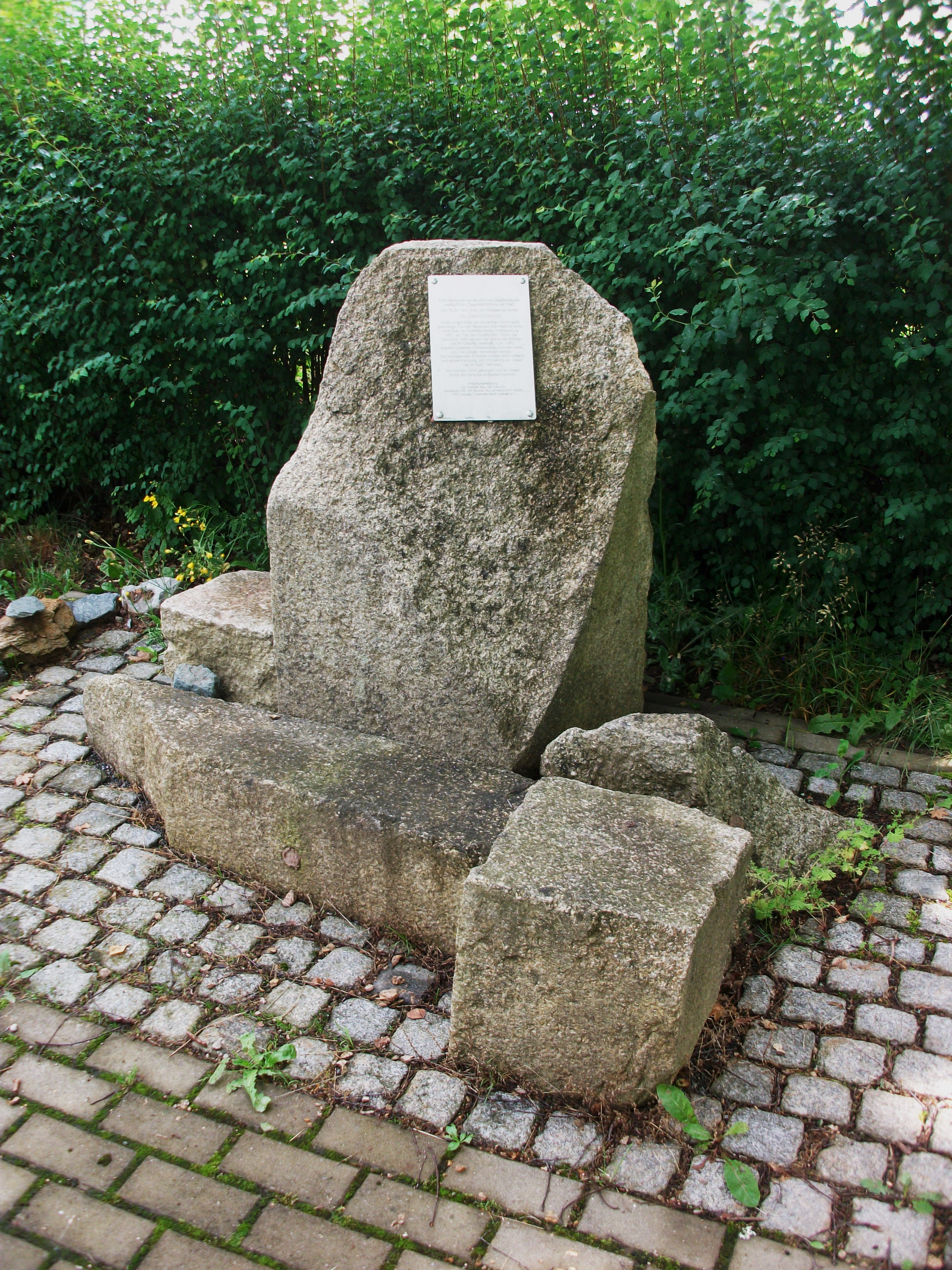
Denkmal Zerstörung Elstertalbrücke 1945 (Jocketa)
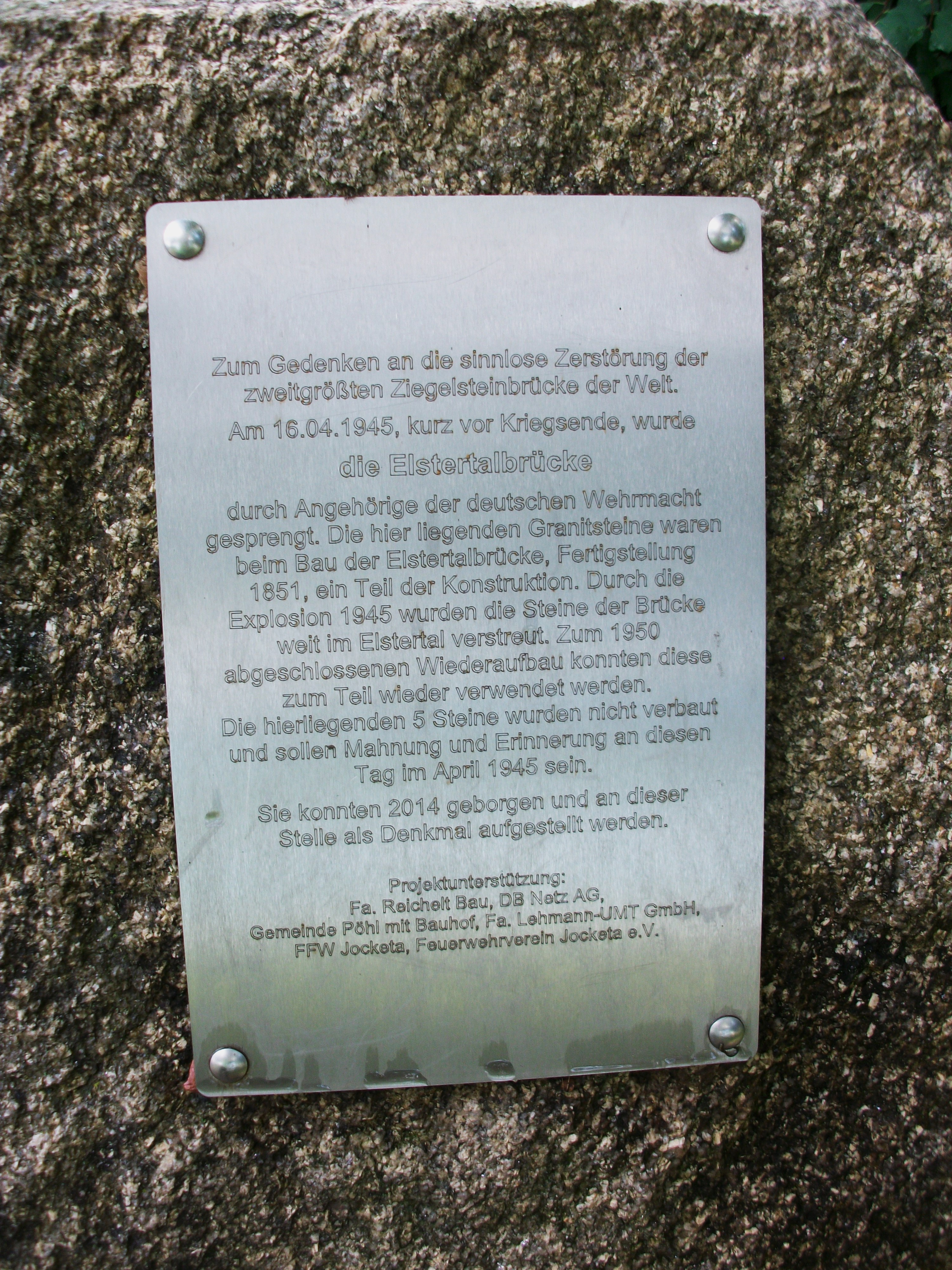
Denkmal Zerstörung Elstertalbrücke 1945 (Jocketa), Infotafel

## Beteiligte Personen
- Johann Andreas Schubert (1808–1870), Bauingenieur, Entwurf der Brücke und Berechnung der Statik (wie auch bei der Göltzschtalbrücke)
- Robert Wilke (1804–1889), Bauingenieur, Ausführungsplanung und Oberbauleitung
- Hermann Kell (1820–1889), Bauingenieur, Bauleiter
- bis zu 899 Arbeiter

## Weitere technische Daten
| Anzahl Ziegel              | 12.323.000 |
| Volumen Ziegelmauerwerk    | 31.237 m³  |
| Volumen Werksteinmauerwerk | 21.579 m³  |